# عیسی پلنگ
عیسی پلنگ (زادهٔ ۲۱ فوریهٔ ۱۹۹۹) بازیکن فوتبال اهل ایران است که در پست مهاجم بازی می‌کند.
از باشگاه‌هایی که در آن بازی کرده‌است می‌توان به باشگاه ورزشی القطر اشاره کرد.
وی همچنین در تیم ملی فوتبال زیر ۱۹ سال قطر بازی کرده‌است.